# 677. grenadirski polk (Wehrmacht)
677. grenadirski polk (izvirno nemško 677. Grenadier-Regiment; kratica 677. GR) je bil pehotni polk Heera v času druge svetovne vojne.

## Zgodovina
Polk je bil ustanovljen 15. oktobra 1942 in dodeljen 332. pehotni diviziji. 11. avgusta 1943 je bil polk razpuščen, ostanki pa priključeni 676. grenadirskemu polku.